# Fundació Suñol
Die Fundació Suñol in Barcelona befindet sich im Stadtbezirk Eixample in unmittelbarer Nähe der Casa Milà. Die Stiftung Suñol stellt zeitgenössische Kunstwerke aus dem Besitz von Josep Suñol – bestehend aus mehr als 1200 Kunstwerken – aus. Darüber hinaus fördert sie ein Projekt, das die Verbreitung und das künstlerische Schaffen der Avantgarde unterstützt.
Die Kunstsammlung umfasst Werke von Andy Warhol, Pablo Picasso, Joan Miró, Salvador Dalí, Antoni Tàpies, Man Ray, Pablo Gargallo, Giovanni Giacometti, Luis Gordillo, Zush, Alighiero Boetti, Susanna Solano, Eva Lootz, Agustín Hernández Navarro, Plensa, Alberto García-Alix, Colomer, Abad, Manils u. a., die in unterschiedlichen Anordnungen ausgestellt werden: von chronologischen Sequenzen bis hin zu Dialogen und Interaktionen zwischen den Werken, die das Herzstück der Sammlung bilden.
Die Stiftung verfügt ebenfalls über eine multidisziplinäre Fläche, das Nivell Zero, die an die Ausstellungsräume angrenzt. Sie dient als Raum für kulturelle Aktivitäten und bietet eine vielseitige und zeitgenössische Auswahl an kleineren Ausstellungen, Diskussionsrunden, poetischen Zyklen, Konzerten, Seminaren, Konferenzen und Ateliers an.